# Cambraia

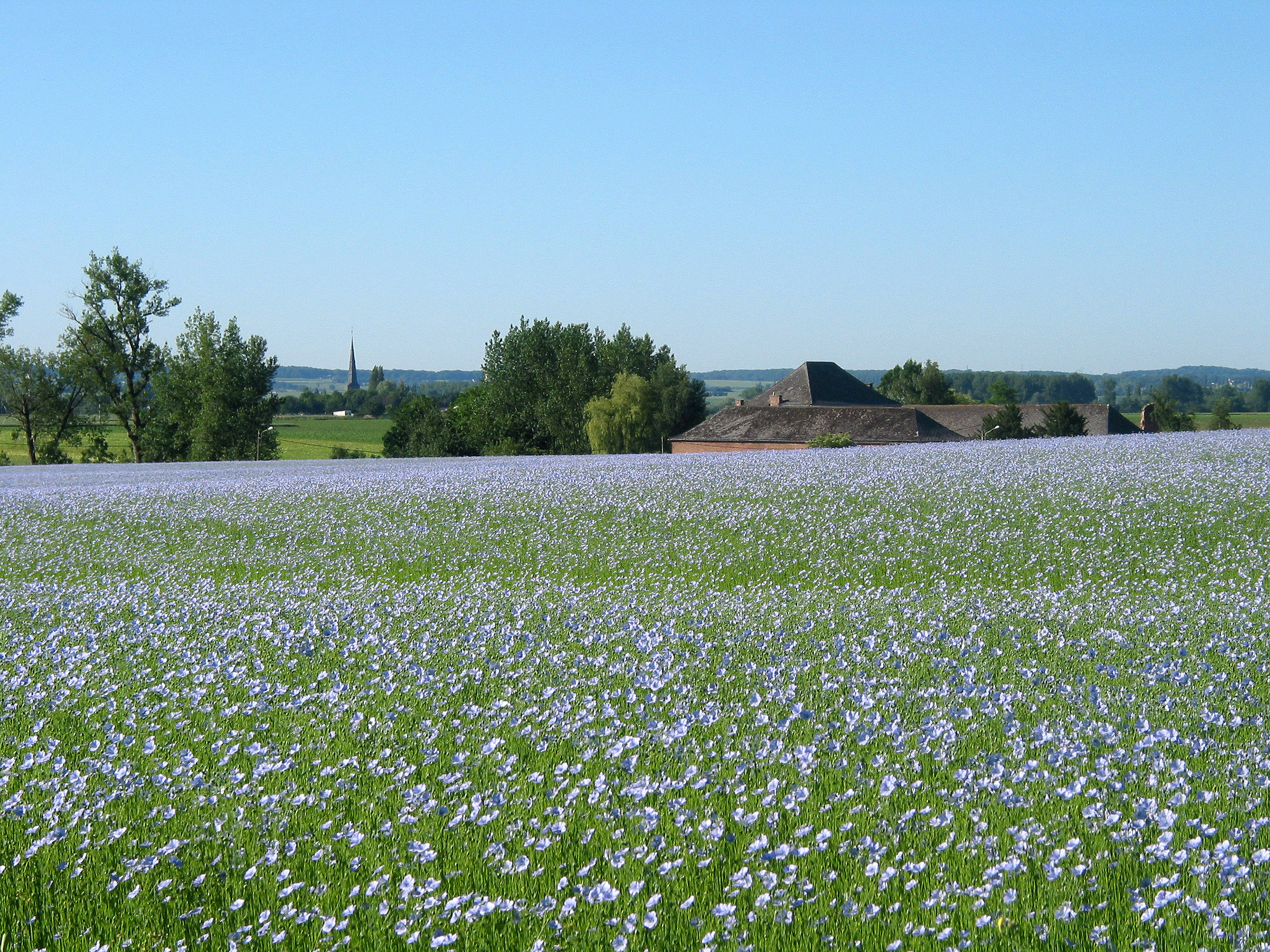
Na foto, campo de linho, na primavera (Bélgica)

A cambraia (também conhecida como batista em grande parte do mundo) é um tecido leve de algodão ou linho, utilizado para trabalhos de renda e bordado. 

## Origens
O tecido foi utilizado pela primeira vez em Cambrai, na França, em 1595. 	
O termo cambraia deriva, possivelmente, de uma alusão a Baptiste de Cambrai, dono de uma fábrica de tecidos na qual se produziam peças leves e de superfície brilhante.

## Processos modernos

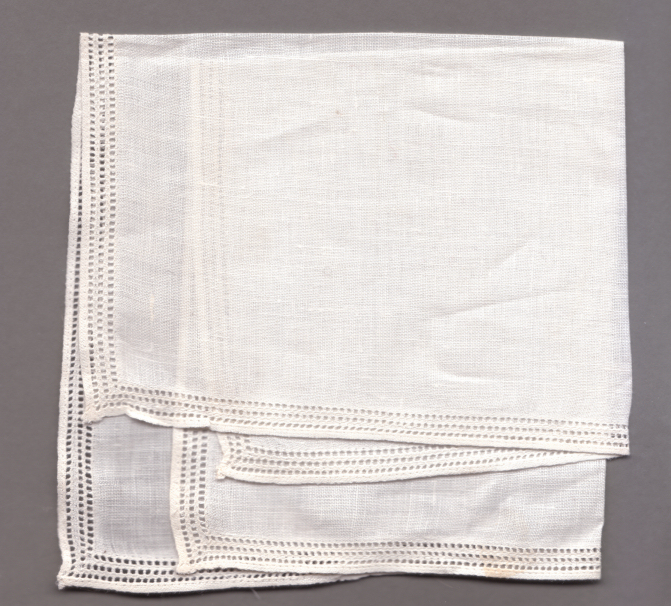
Lenço de cambraia

A moderna cambraia é fabricada a partir de algodão egípcio ou oriundo da  América. Às vezes, acrescenta-se linho e fibras poliméricas.

## Outros Usos
Além de trabalhos de renda e bordado, a cambraia é frequentemente usada como revestimento por jogadores profissionais de cartas, para proteger as cartas e facilitar o seu manuseamento.

## Ligação externa
- Definição de "Cambraia" no Michaelis